# Saturn Vue
Der Saturn Vue war ein Sports Utility Vehicle (Compact Crossover) der Saturn Corporation, einer Tochterfirma von General Motors. Das Modell war das am meisten verkaufte Fahrzeug der Marke Saturn und wurde von Herbst 2001 bis Anfang 2009 hergestellt.
Es war das erste Fahrzeug, das die GM Theta-Plattform verwendete, als es im Jahr 2001 eingeführt wurde. Die zweite Generation basierte auf dem Opel Antara und kam 2007 auf den Markt. Die Produktion endete, als GM die Marke Saturn während der Umstrukturierung im Zuge der Finanzkrise nach dem Jahr 2009 auslaufen ließ.

## Erste Generation (2001–2007)
Die erste Generation des Saturn Vue wurde 2001 zum Modelljahr 2002 eingeführt und von Saturn selbst entwickelt. Das Modell wurde im GM-Werk in Spring Hill (Tennessee) hergestellt. Die Plattform (GM Theta) teilte sich der Vue mit der ersten Generation des Chevrolet Equinox sowie später dem Pontiac Torrent, dem Suzuki XL7 und dem europäischen Opel Antara.

### Motoren und Technik
Der Vue wurde zunächst mit einem 2,2-Liter-Vierzylinder-Ecotec-Ottomotor mit 144 PS (107 kW) oder einem 3,0-Liter-V6-Ottomotor mit 183 PS (135 kW) aus der Saturn L-Serie angeboten, wahlweise mit Schalt- oder Automatikgetriebe. Den Vue gab es sowohl mit Frontantrieb als auch mit Allradantrieb.
Ab 2004 erhielten die V6-Modelle einen von Honda zugelieferten 3,5-Liter-V6-Motor mit 251 PS (185 kW) und optional ein von Honda zugekauftes 5-Gang-Automatikgetriebe. Der Vierzylinder-Vue war nun auch mit einem stufenlosen Getriebe (CVT) erhältlich, bis GM es 2005 aufgrund von Zuverlässigkeitsproblemen aus dem Programm nahm.

### Facelift (2005)
Der Vue erhielt für das Modelljahr 2006 ein Facelift. Zu den Änderungen gehörten ein neu gestalteter Innenraum mit hochwertigeren Materialien, eine neue Stoßstange, ein neuer Kühlergrill sowie einige kleinere kosmetische Änderungen am äußeren Erscheinungsbild. Der OnStar-Dienst war nun Standard, zusammen mit einem Tempomaten und einer Lichtautomatik.

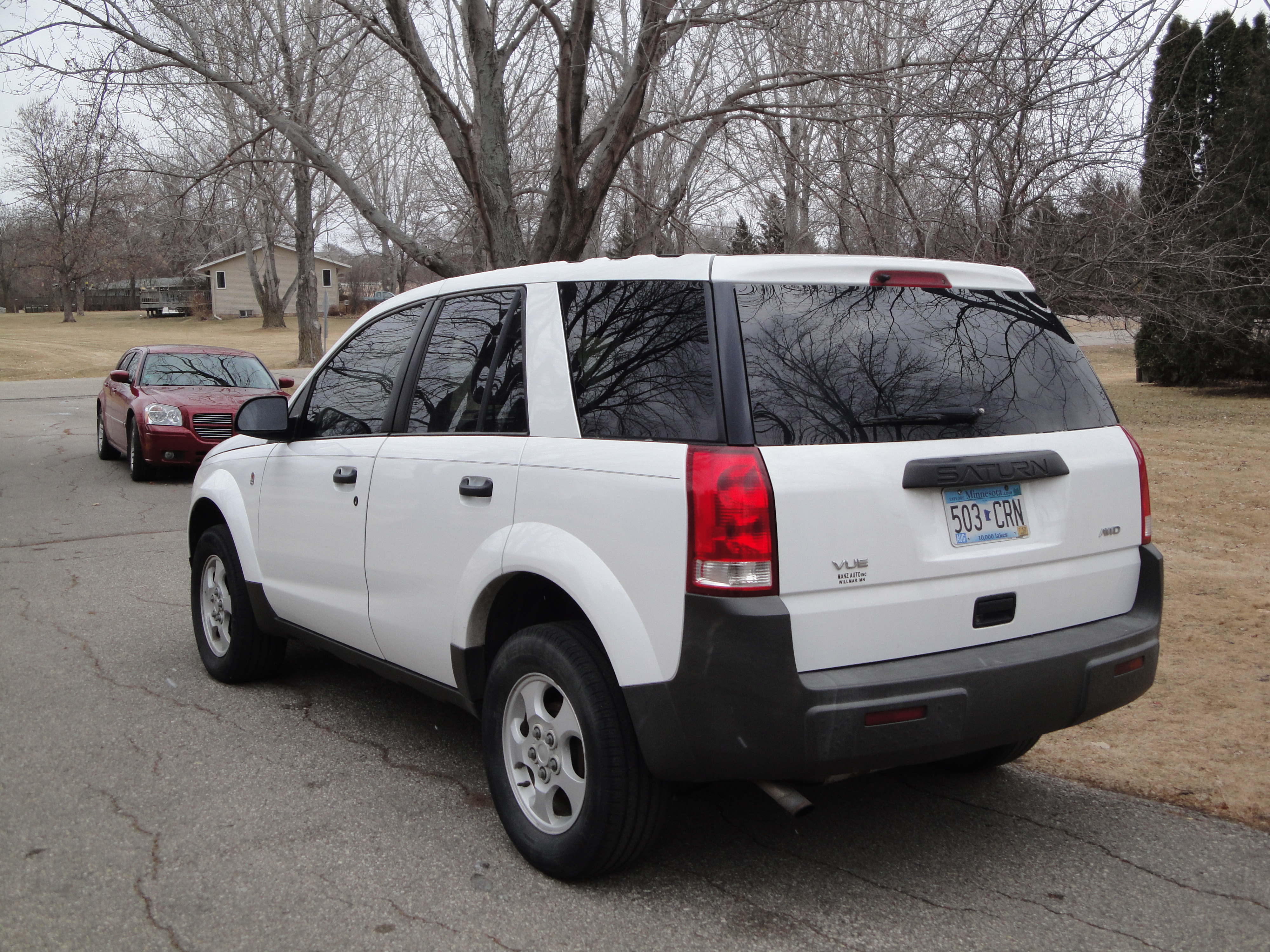
Heckansicht
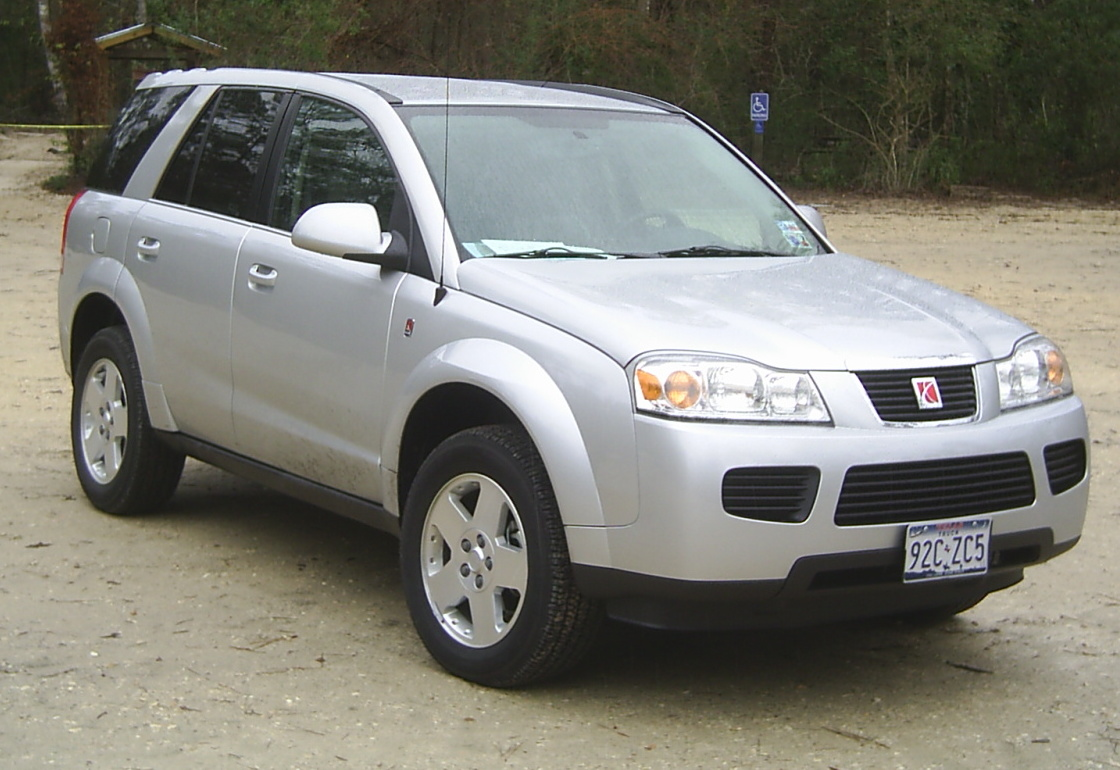
Facelift (2005–2007)

### VueRedLine
Im Jahr 2004 führte Saturn eine spezielle Linie von Hochleistungsmodellen namens RedLine ein. Neben dem Vue RedLine gab es etwa auch den Ion RedLine und später den Sky RedLine. Der Vue RedLine hatte den gleichen 3,5-Liter-V6-Motor mit 251 PS (185 kW) wie die normalen V6-Modelle, hatte aber eine sportlichere Aufhängung und eine spezielle Servolenkungskalibrierung für bessere Fahrleistungen. Darüber hinaus hatte er 18-Zoll-Leichtmetallräder, tiefere Stoßfänger vorne und hinten und ein verchromtes Auspuffendrohr. Im Innenraum gab es schwarze Ledersitze (optional bis 2005, Standard ab 2006) und Fußraumbeleuchtung. Der RedLine erhielt auch einige weitere spezielle Innenausstattungsdetails, wie etwa ein hochwertigeres Audiosystem.

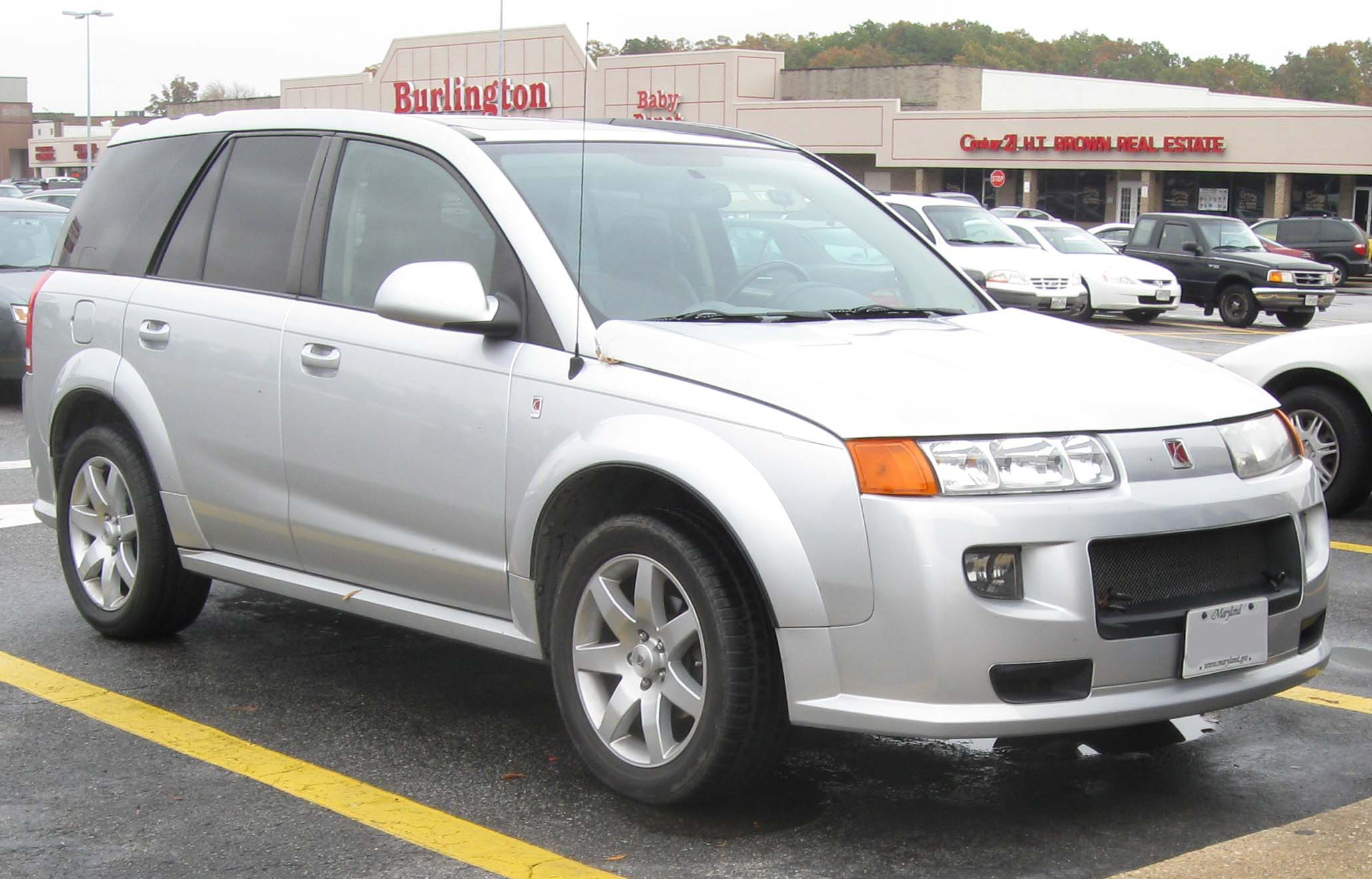
Saturn Vue RedLine (2004–2005)
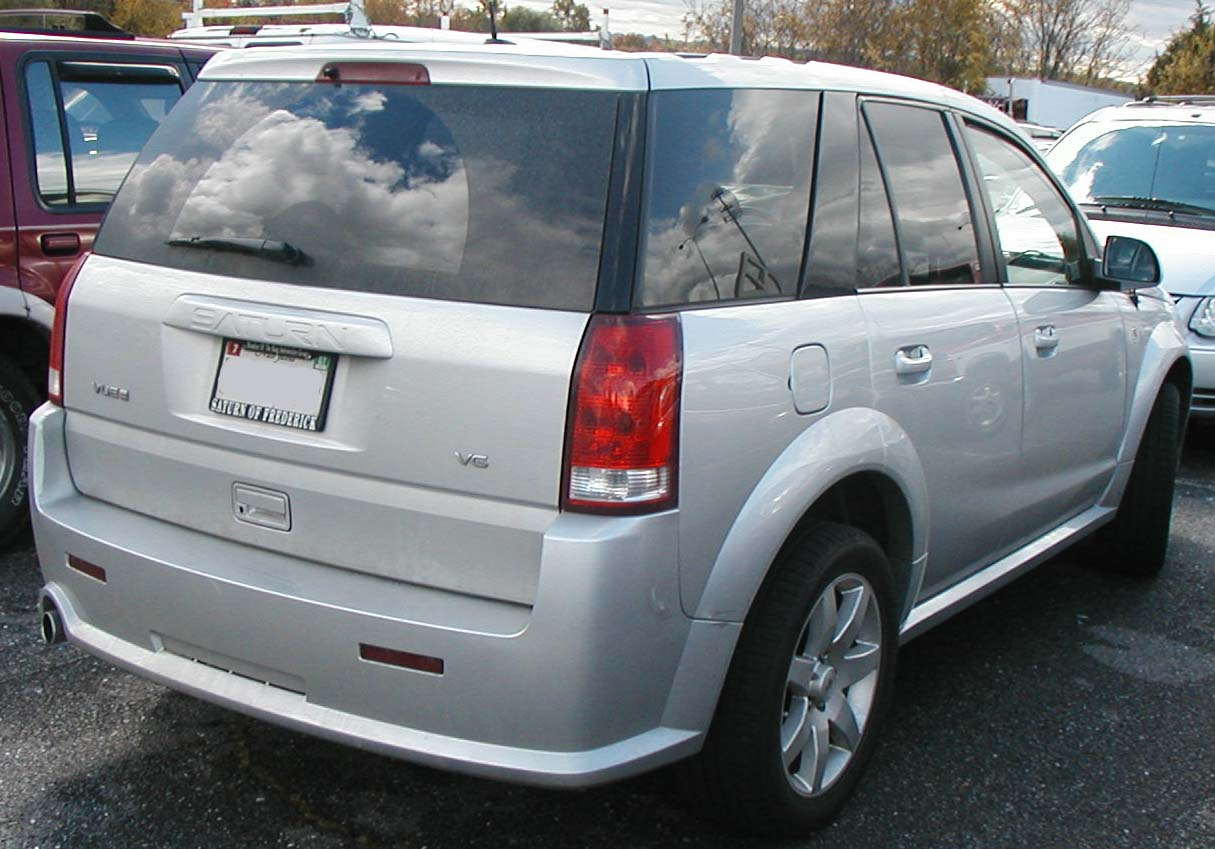
Heckansicht
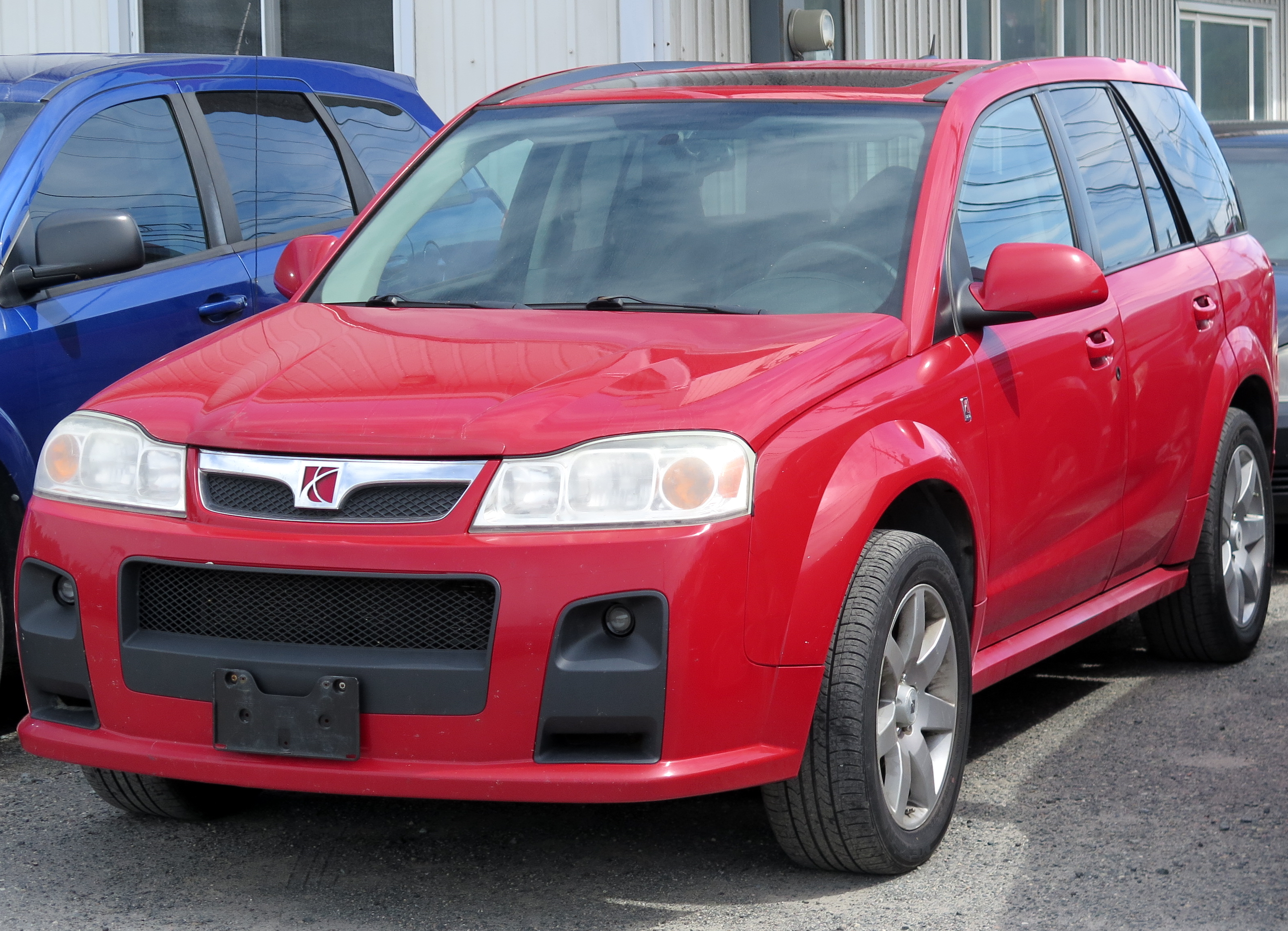
Saturn Vue RedLine (2005–2007)

### VueGreenLine
Das leistungsstarke Modell Vue RedLine wurde ab Ende 2006 um das Modell GreenLine ergänzt, bei dem der Fokus eher auf Umwelt und Sparsamkeit lag. Der Vue GreenLine ist ein Mild-Hybrid, bei dem ein Elektromotor über einen speziellen Hilfsantriebsriemen mit der Kurbelwelle verbunden ist. Das Automatikgetriebe wurde dazu ebenfalls angepasst.
Der GreenLine hatte einen 2,4-Liter-Ottomotor, der zusammen mit dem E-Motor eine Systemleistung von 172 PS (127 kW) hatte und damit stärker war als das Vierzylinder-Basismodell, wodurch sich auch die Fahrleistungen verbessern. Um die Effizienz zu steigern, unterstützt der E-Motor auch beim Anfahren und starkem Beschleunigen. Eine 36-Volt-Nickel-Metallhydrid-Batterie (NiMH) unter dem Ladeboden versorgt den Motor/Generator und speichert auch rekuperierte Bremsenergie. Das rekuperative Laden und die Unterstützungsfunktionen des Elektromotors werden dem Fahrer über eine analoge Anzeige auf der Instrumententafel angezeigt, und über eine „Eco“-Anzeige, die aufleuchtet, wenn der momentane Kraftstoffverbrauch die Kraftstoffverbrauchswerte überschreitet, wird eine Echtzeit-Rückmeldung zum Kraftstoffverbrauch bereitgestellt auf dem Fensteraufkleber angegeben. Der Kraftstoffverbrauch ist um 20 Prozent besser als beim Basisauto damit der niedrigste Autobahnkraftstoffverbrauch aller 2007 auf dem US-Markt verkauften SUV.

### Sicherheit
Beim Crashtest des US-amerikanischen Versicherungsinstituts für Straßenverkehrssicherheit (IIHS) erzielte der Vue beim Frontalaufprall-Crashtest eine gute Gesamtnote. Im Jahr 2008 wurden Modelle mit vorderen und hinteren Seitenairbags und an den Vordersitzen montierten Rumpf-Airbags zum Standard. Diese Modelle erhielten eine akzeptable Gesamtbewertung für den Seitenaufprall. Modelle ohne Seitenairbags wurden generell schlecht bewertet.

## Zweite Generation (2007–2009)
Saturn stellte 2007 für das Modelljahr 2008 die zweite Generation des Vue vor, die in Mexiko als für Nordamerika angepasste Version des Opel Antara hergestellt wurde (Rebadge). Die ab Ende 2007 produzierte zweite Generation war außerdem verwandt mit dem Chevrolet Captiva (Mexiko, Europa, Brasilien) sowie dem Holden Captiva (Australien und Ozeanien).
Der Vue wurde in vier Ausstattungsvarianten angeboten: das Basismodell XE, der höherwertige XR, das sportliche Modell RedLine und der Hybrid GreenLine.

### Motoren
Zu den verfügbaren Motoren gehörten wie bei der ersten Generation ein 2,4-Liter-Reihenvierzylinder sowie 3,5- und 3,6-Liter-V6-Varianten. Eine Hybridversion des 2,4-Liter-Modells war ebenfalls erhältlich. GM-Plaketten wurden jetzt an den Vordertüren angebracht. Der in Mexiko hergestellte Vue wurde auch in Mexiko und Südamerika als Chevrolet Captiva Sport verkauft, nur mit überarbeiteten Abzeichen und einem neuen Kühlergrilleinsatz.

Nach dem Aufgabe der Marke Saturn im Jahr 2009 wurde der Vue eingestellt. GM produzierte jedoch weiterhin den fast baugleichen Chevrolet Captiva Sport für den mexikanischen und südamerikanischen Markt. Der Chevrolet Captiva Sport wurde Ende 2011 für das Modelljahr 2012 auf dem kommerziellen Markt und im Flottenmakrt in den USA eingeführt.

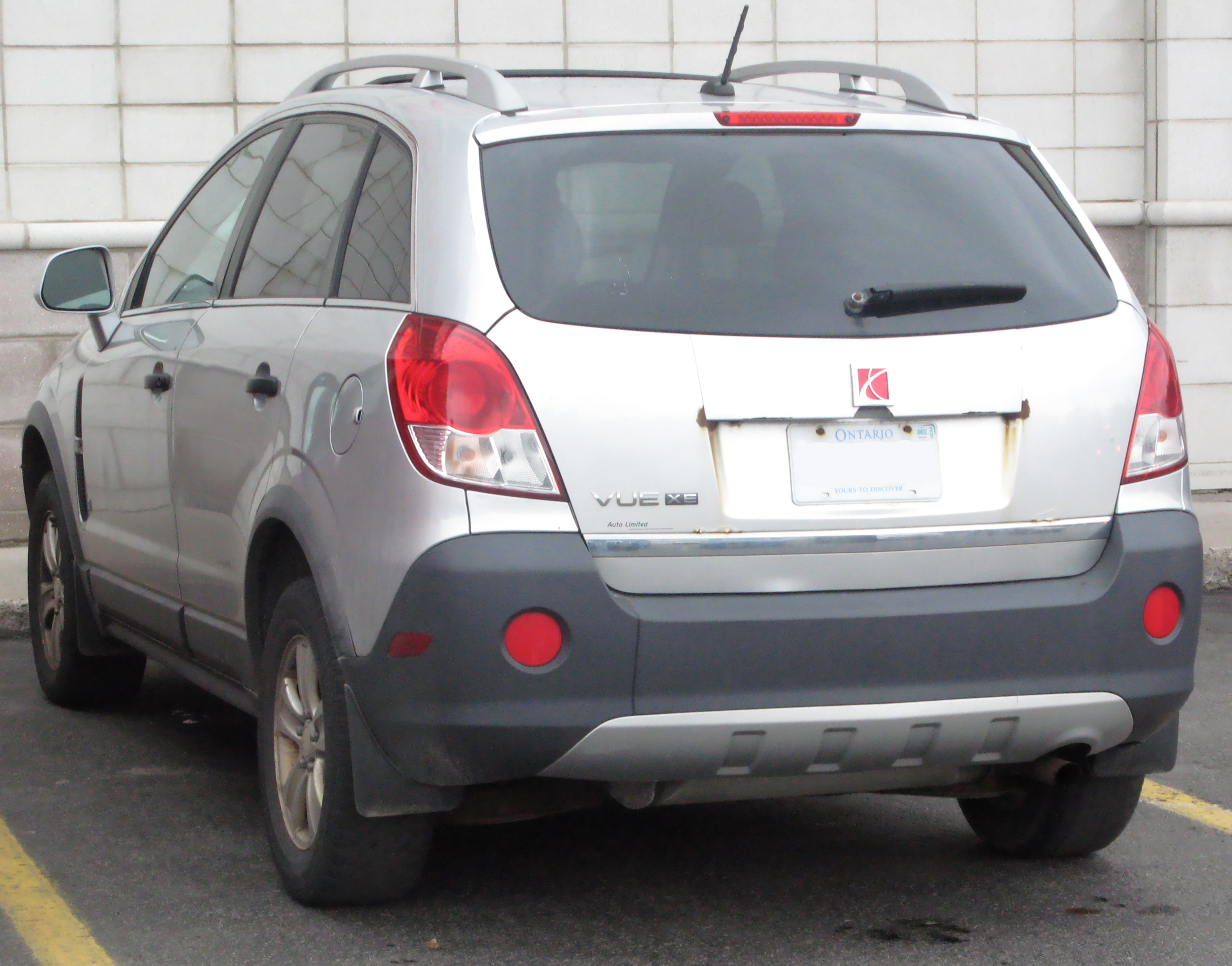
Heckansicht
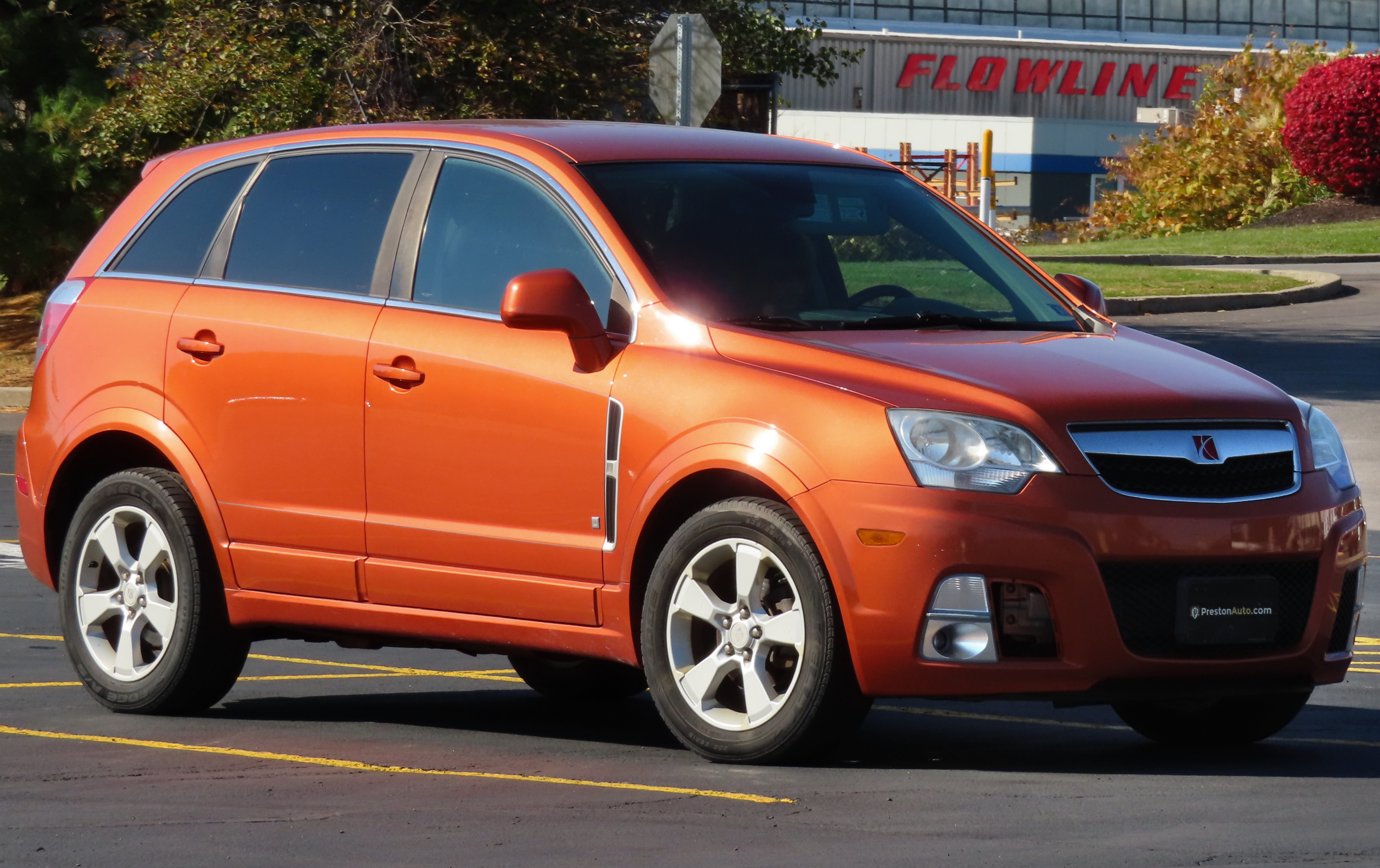
Saturn Vue RedLine (2007–2009)
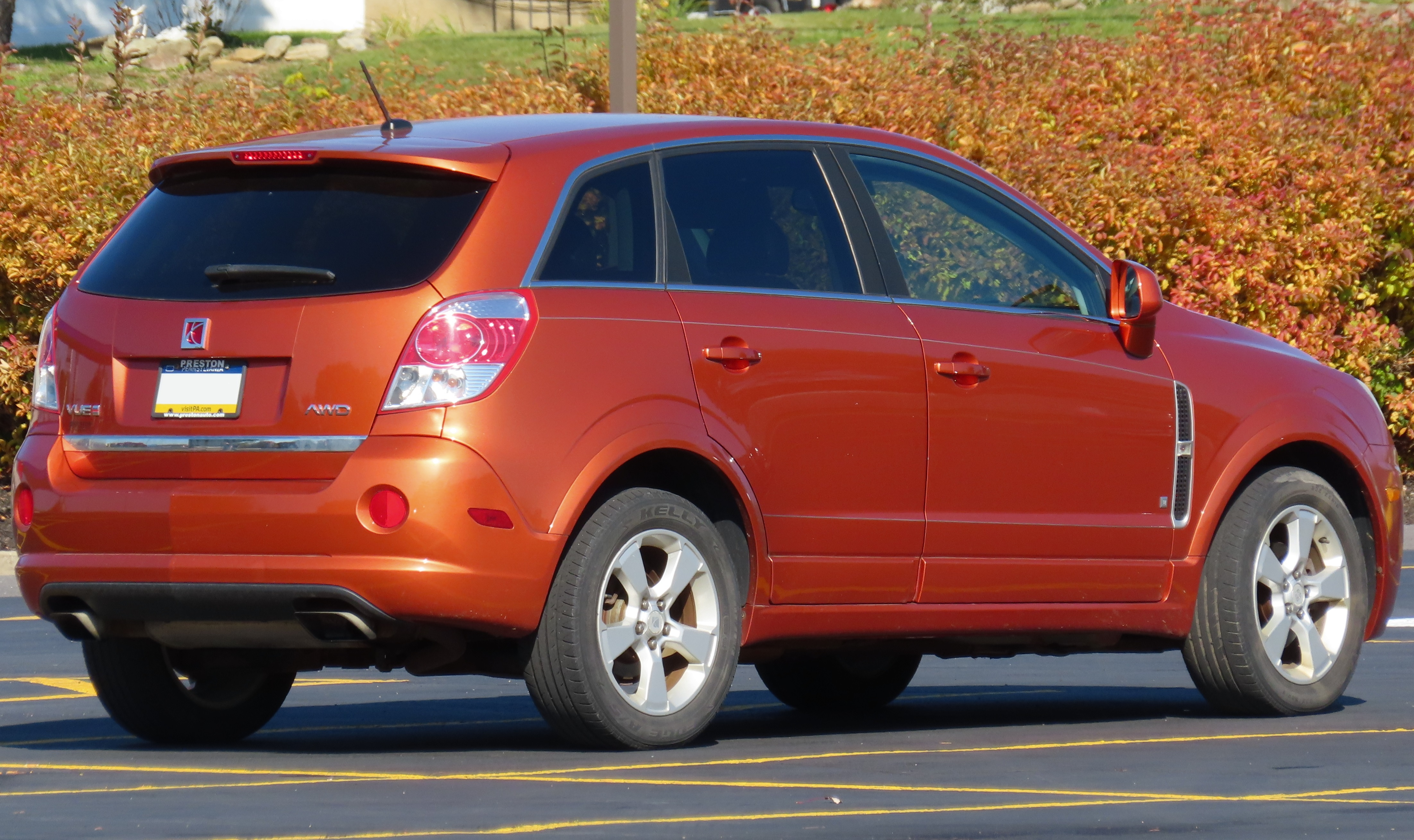
Heckansicht

## Technische Daten

### Motoren
| Baujahre  | Motor                         | Leistung        | Drehmoment |
| 2002–2007 | 2.2 L Ecotec L61 I4           | 144 PS (107 kW) | 206 Nm     |
| 2002–2003 | 3.0 L L81 V6                  | 183 PS (135 kW) | 264 Nm     |
| 2004–2007 | 3.5 L GM L66 (Honda J35S1) V6 | 252 PS (186 kW) | 328 Nm     |
| 2006–2010 | 2.4 L Ecotec LE5 I4           | 172 PS (127 kW) | 220 Nm     |
| 2008–2010 | 3.6 L LY7 V6                  | 261 PS (192 kW) | 336 Nm     |

### Getriebe (erste Generation)
| Baujahre  | Übertragung       | Typ               | Konfiguration |
| 2002–2007 | 5-Gang Getrag F23 | Schaltgetriebe    | FWD           |
| 2002–2003 | 5-Gang Aisin AF33 | Automatikgetriebe | FWD/AWD       |
| 2002–2005 | VTi VT25-E CVT    | Automatikgetriebe | FWD/AWD       |
| 2005–2007 | 4-Gang GM 4T45-E  | Automatikgetriebe | FWD           |
| 2004–2007 | 5-Gang Honda H5   | Automatikgetriebe | FWD/AWD       |

## Jährliche Verkaufszahlen in den USA
| Kalenderjahr | US-Verkaufszahlen |
| ------------ | ----------------- |
| 2001         | 393               |
| 2002         | 75.477            |
| 2003         | 81.924            |
| 2004         | 86.957            |
| 2005         | 91.972            |
| 2006         | 88.581            |
| 2007         | 81.676            |
| 2008         | 84.767            |